# Erebus terminitincta
Erebus terminitincta är en fjärilsart som beskrevs av Fletcher 1957. Erebus terminitincta ingår i släktet Erebus och familjen nattflyn. Inga underarter finns listade i Catalogue of Life.